# Sangrama Vijayatunggavarman
Sangrama Vijayatunggavarman (également connu sous le nom de Sangramavijayottunggavarman ou Sang Rama Wijaya Tungga Warman) est un empereur de Sriwijaya de la dynastie Sailendra régnant au début du XIe siècle à Kadaram (en) et succédant à Mara Vijayatungavarman. Il est surtout connu pour avoir été capturé par la marine Chola à la suite de l'invasion Chola de Sriwijaya.
Le nom de l'empereur est inscrit sur une inscription datée de 1030 dans le temple de Brihadesvara, à Tanjore. L'inscription est réalisée sous le règne de Rajendra Ier, pour commémorer sa campagne militaire contre Sriwijaya lancée en 1025. L'inscription indique que les Cholas réussirent à piller Kadaram et à prendre une grande quantité de trésors, notamment le Vidhyadara-torana, la « porte de guerre » de Sriwijaya magnifiquement ornée. Sangrama Vijayatunggavarman est capturé lors du raid de Kadaram,.